# Buelliella poetschii
Buelliella poetschii är en lavart som beskrevs av Hafellner 2008. Buelliella poetschii ingår i släktet Buelliella, klassen Dothideomycetes, divisionen sporsäcksvampar och riket svampar.   Inga underarter finns listade i Catalogue of Life.